# Henri Balenga
Henri Balenga, właśc. Henri Balenga Mbala Mukuka (ur. 17 grudnia 1966) – kongijski piłkarz występujący na pozycji napastnika.

## Kariera klubowa
Balenga karierę rozpoczynał w 1985 roku w pierwszoligowym belgijskim zespole Royal Antwerp FC. Jego barwy reprezentował do 1987 roku. Następnie grał w drugoligowym klubie K Boom FC, a od 1989 do 1998 ponownie występował w pierwszej lidze, będąc zawodnikiem drużyn KAA Gent oraz KSV Waregem. W 1998 roku odszedł do trzecioligowego Excelsioru Virton, a na początku 1999 roku przeniósł się do luksemburskiego F91 Dudelange. W sezonie 1998/1999 wywalczył z nim wicemistrzostwo Luksemburga, po czym zakończył karierę.

## Kariera reprezentacyjna
W 1992 roku Balenga został powołany do reprezentacji Zairu na Puchar Narodów Afryki. Zagrał na nim w meczach z Marokiem (1:1), Kamerunem (1:1) i Nigerią (0:1), a Zair osiągnął ćwierćfinał turnieju.